# Anamneseerhebung in der Psychologischen Diagnostik
Innerhalb der Psychologischen Diagnostik bezieht sich die Anamneseerhebung auf das Erfragen der Kranken- bzw. Vorgeschichte der untersuchten Person.

## Begriffsbestimmung
Etymologie: Griechisch „anamnesis“ = die Erinnerung
Unter Anamnese versteht man die Vorgeschichte eines Tatbestands, insbesondere einer Erkrankung oder einer Störung.
Da es innerhalb der Psychologischen Diagnostik nicht nur um den klinischen Bereich geht, wird aus Gründen der Präzision empfohlen, anstatt von „(psychologischer) Anamnese“ besser von der „Sammlung der typischerweise mit dem gegebenen Sachverhalt in Verbindung stehenden Informationen“ zu sprechen.
Von Interesse sind dabei biologische, psychosoziale und psychische Chancen oder Risiken.

## Arten der Anamnese
- somatische Anamnese (schließt die biologische Entwicklung, auch die der Familie, mit ein)
- biografische Anamnese
- sozioökonomische Anamnese

## Themen
Die Sammlung der typischerweise mit dem gegebenen Sachverhalt in Verbindung stehenden Informationen kann auf unterschiedlichen theoretischen Ausrichtungen (z. B. Psychotherapieformen) beruhen.
Boerner führt die folgenden relevanten Bereiche an:
- Formaler Rahmen der Entwicklung und der Lebensumstände
- Verhältnis zu Eltern
- Verhältnis zu Geschwistern
- Entwicklungsauffälligkeiten und besondere einschneidende Ereignisse
- Kindergartenzeit
- Sozialkontakt während der ganzen Entwicklung
- Schulzeit, Ausbildung und Beruf
- Interessen, Vorlieben und Hobbys
- Selbsteinschätzung bezüglich typischer Verhaltensweisen und Einstellungen
- Zukunftsaussichten und -erwartungen, Selbstkonzept

## Techniken
Nach Kubinger unterscheidet sich die Durchführung der Anamneseerhebung nach:
1. dem Grad der Strukturiertheit (Standardisierung):
a. Bei dem vollständig strukturierten Interview sind sowohl der Wortlaut als auch die Reihenfolge der Fragen verbindlich vorgegeben.
b. Das halbstrukturierte Interview wird durch einen Gesprächsleitfaden vorbereitet.
c. Bei dem nichtstandardisierten Interview ist lediglich ein thematischer Rahmen vorgegeben, innerhalb dessen die Gesprächsführung offen erfolgt.
2. Schriftlicher versus mündlicher Befragung
3. Eigen- oder Fremdanamnese
4. Positionierung innerhalb des diagnostischen Prozesses.

## Regeln
- Schaffung einer Atmosphäre der Offenheit und des Vertrauens[4]
- Anstreben eines partnerschaftlichen Verhältnisses mit den Klienten[4]
- Sensibilisierung gegenüber der eigenen Beobachtungsgabe und Beurteilungsweise[4]
- Forderung nach Selbstkritikfähigkeit, -erfahrung und -infragestellung[4]
- Beachtung von „Lasterkatalogen“ (Monologisieren, Dogmatisieren, Distanzieren, Involvieren, Bewerten, Etikettieren, Bagatellisieren u. a. m.)[4]
- kurze und verständliche Erklärungen[7]
- einfaches, klares und genaues Deutsch[7]
- Vermeidung von Fremdwörtern und Fachausdrücken[7]
- Vermeidung von Suggestivfragen[7]

## Sonstiges
Da die Daten, die in der Anamneseerhebung gewonnen werden, Bestandteil des diagnostischen Prozesses sind und wesentlich zur diagnostischen Urteilsfindung beitragen, ist die Anamnese ebenfalls im Hinblick auf die Testgütekriterien zu bewerten.
Häufige Ursachen für Versäumnisse bei der Sammlung der typischerweise mit dem gegebenen Sachverhalt in Verbindung stehenden Informationen:
- Anstatt von Hypothesenbildung samt systematischer Überprüfung erfolgt der Behandlungszugang aufgrund von Spekulationen
- Routinebedingte „Betriebsblindheit“
- Zeitdruck

Diverse publizierte Anamnesefragebogen unterstützen das Abfragen der interessierenden Fakten, z. B.
- „Anamnestischer Elternfragebogen“ von Deegener[4]
- Existenzanalytische Exploration von Wurst, Leiss, Polacek, Herle & Tutsch[4]
- Systemisch Orientiertes Erhebungsinventar von Kubinger[4]